# Jacek Tomczak
Jacek Tomczak est un joueur d'échecs polonais né le 5 mars 1990 à Śrem.
Au 1er septembre, il est le cinquième joueur polonais et le 191e joueur mondial avec un classement Elo de 2 614 points.

## Biographie et carrière
Grand maître international depuis 2012, il a remporté le championnat du monde des moins de 16 ans en 2006. Il fut deuxième du championnat de Pologne en 2017.
Tomczak a représenté la Pologne lors de deux championnats d'Europe par équipes (en 2013 avec l'équipe B de Pologne et en 2017). Lors de l'Olympiade d'échecs de 2018 à Batoumi, il remporta la médaille d'argent au quatrième échiquier avec 5,5 points sur 7 (+4, =3) et une performance Elo de 2 808 points.